# 9721 Doty
9721 Doty è un asteroide della fascia principale. Scoperto nel 1980, presenta un'orbita caratterizzata da un semiasse maggiore pari a 2,2741294 UA e da un'eccentricità di 0,1039434, inclinata di 8,32314° rispetto all'eclittica.